# J・J・マッカーシー
ジョナサン・ジェームズ・マッカーシー（Jonathan James McCarthy, 2003年1月20日 - ）は、アメリカ合衆国イリノイ州ラグランジパーク出身のアメリカンフットボール選手。ミネソタ・バイキングス所属。NCAAのミシガン大学でプレーしていた。ポジションはクォーターバック。

## 経歴

### ハイスクール
ナザレス・アカデミーで2年間先発のクォーターバックを務め、チームは26勝2敗の好成績を記録した。また、2年目の2018年シーズンには州大会で優勝した。4年目のシーズンは新型コロナウイルスの影響でナザレス・アカデミーのシーズンが中止となったため、IMGアカデミーでプレーした。
世代トップクラスのクォーターバックとして247スポーツから5つ星評価を受けた。マッカーシーはオハイオ州立大学のファンだったが、2019年3月に同大学ヘッドコーチのライアン・デイは、夏の終わりまでマッカーシーの所属する2021年のクラスからクォーターバックを新入生として採用しないことを明言していた。しかし、同年4月にクォーターバックのカイル・マッコードがオハイオ州立大学へコミット。デイも前述の発言について、嘘をついていたことを認めた。これに激怒したマッカーシーは、オハイオ州立大学のファンとして育ったにもかかわらず、同大学のライバルであるミシガン大学へのコミットを発表した。後にオハイオ州立大学について、「昔は彼らを愛していたが、今は殺してやりたいと思っている」とコメントしている。その言葉通り、大学通算でオハイオ州立大学との対戦成績は3勝0敗だった。
フットボールよりも先に夢中になったのはアイスホッケーだったが、高校1年生の時にフットボールに専念するために断念している。後に「人生で最も難しい決断の一つだった」と振り返っている。

### カレッジ
1年目の2021年シーズンは控えとして11試合に出場し、516パス獲得ヤード、5つのパッシングTD、2つのインターセプトを記録した。
2022年シーズンは前年まで先発を務めていたケイド・マクナマラからその座を奪った。2022年11月26日には当時シーズン無敗だった因縁のオハイオ州立大学を相手に263パス獲得ヤード、3つのパッシングTD、1つのラッシングTDを記録した。CFPナショナルチャンピオンシップの準決勝となったフィエスタボウルではTCUと対戦し、343パス獲得ヤード、2つのパッシングTD、2つのインターセプトを記録したが、51-45で敗れた。シーズンでは2,719パス獲得ヤード、22のパッシングTD、5つのインターセプトを記録した。
2023年シーズン、2023年9月2日のイーストカロライナ大学戦で280パス獲得ヤード、3つのパッシングTDを記録。この試合のパス成功確率は86.7％で、ミシガン大学の選手では歴代2位であった。11月4日のパデュー大学戦で335パス獲得ヤードを記録し、ミシガン大学の選手による1試合最多パス獲得ヤードでトム・ブレイディを抜き歴代9位に浮上した。レギュラーシーズンを無敗で終え、CFPナショナルチャンピオンシップ準決勝のローズボウルではアラバマ大学を相手に221パス獲得ヤード、3つのパッシングTDを記録して勝利し、MVPを受賞した。ワシントン大学とのCFPナショナルチャンピオンシップでは140パス獲得ヤードを記録して勝利し、1997年以来となるシーズン無敗での完全優勝を成し遂げた。シーズン終了後、ヘッドコーチのジム・ハーボーはマッカーシーについて「ミシガン大学史上最高のクォーターバック」と絶賛し、同大学OBでNFL史上最高のクォーターバックと評されているトム・ブレイディもこの発言に対し「間違いない」と同意した。
その後、2024年のNFLドラフトにアーリーエントリーした。

#### 個人成績
| ミシガン | ミシガン | ミシガン | ミシガン | ミシガン | ミシガン | ミシガン  | ミシガン | ミシガン | ミシガン | ミシガン         | ミシガン       | ミシガン | ミシガン | ミシガン | ミシガン |      |
| シーズン | 試合     | 試合     | 試合     | パス     | パス     | パス      | パス     | パス     | パス     | パス             | パス           | ラン     | ラン     | ラン     | ラン     | ラン |
| シーズン | 試合     | 先発     | 記録     | 試投     | 成功     | 成功 確率 | ヤード   | 平均     | TD       | イン ター セプト | レー ティ ング | 回数     | ヤード   | 平均     | TD       |      |
| -------- | -------- | -------- | -------- | -------- | -------- | --------- | -------- | -------- | -------- | ---------------- | -------------- | -------- | -------- | -------- | -------- | ---- |
| 2021     | 11       | 0        | 0−0      | 34       | 59       | 57.6      | 516      | 8.7      | 5        | 2                | 152.3          | 27       | 124      | 4.6      | 2        |      |
| 2022     | 14       | 13       | 12−1     | 208      | 322      | 64.6      | 2,719    | 8.4      | 22       | 5                | 155.0          | 70       | 306      | 4.4      | 5        |      |
| 2023     | 15       | 15       | 15–0     | 240      | 332      | 72.3      | 2,991    | 9.0      | 22       | 4                | 167.4          | 64       | 202      | 3.2      | 3        |      |
| 通算     | 40       | 28       | 27−1     | 482      | 713      | 67.6      | 6,226    | 8.7      | 49       | 11               | 160.5          | 161      | 632      | 3.9      | 10       |      |

## 専門職としてのキャリア
マッカーシーは2024年のドラフトの第1ラウンド全体10番目でミネソタ・バイキングスに指名された。彼はドラフト1巡目で選ばれた6人のクォーターバックのうちの1人であり、1983年のドラフト史上最多指名数と同数となった。
トレーニングキャンプ中、マッカーシーはサム・ダーノルドと、レギュラーシーズンの先発投手になるかどうかを競った。マッカーシーは2024年8月10日、ラスベガス・レイダースとのプレシーズン初戦でプロデビューを果たし、17回のパスのうち11回を成功させ、188ヤード、タッチダウン2回、インターセプト1回を記録した。試合後、マッカーシー選手は右膝に違和感を覚え始めたことが明らかになり、後に半月板断裂であることが判明した。彼は半月板を修復する手術を受けたが、ルーキーイヤーの残りの試合でプレーするチャンスがなくなるほど深刻だった。

## 人物
高校時代から、試合前に瞑想を行うことをルーティンとしている。
高校時代から交際しているカタヤ・クロパスと婚約し、マーリーという名前のゴールデン・レトリバーを飼っている。